# Universidade Vytautas Magnus
A Universidade Vytautas Magnus (UVM) (em lituano: Vytauto Didžiojo Universitetas (VDU)) é uma universidade pública em Kaunas, Lituânia. A universidade foi fundada em 1922 durante o período entre-guerras como uma universidade nacional alternativa. Inicialmente era conhecida como a Universidade da Lituânia, mas em 1930, a universidade foi renomeada Universidade Vytautas Magnus, comemorando 500 anos da morte de Vytautas o Grande, o ditador lituano, conhecido pela maior expansão histórica no século XV.
É uma das universidades líderes da Lituânia, possui agora aproximadamente 8.700 estudantes, incluindo candidatos de mestrado e Ph.D. Possuem pouco menos de 1.000 empregados, incluindo aproximadamente 70 professores.